# 튜더스

튜더스(The Tudors)는 마이클 허스트가 제작하고 미국의 케이블 채널 쇼타임에서 방영한 역사 드라마이다. 드라마 제목은 잉글랜드 왕국의 튜더 왕가에서 따왔으며, 줄거리는 전반적으로 잉글랜드의 헨리 8세 국왕 치세를 다루고 있다. 대한민국에서는 채널CGV에서 2007년 '튜더스-천년의 스캔들'이라는 제목으로 방영하였다.

## 배역
| 역할                | 배우                 | 출연분 |
| 왕                  | 왕                   | 왕     |
| ------------------- | -------------------- | ------ |
| 헨리 8세            | 조너선 리스 마이어스 | 1–4    |
| 왕비들              |                      |        |
| 아라곤의 캐서린     | 마리아 도일 케네디   | 1–2    |
| 앤 볼린             | 내털리 도머          | 1–2    |
| 제인 시무어         | 애니타 브리엠        | 2      |
| 제인 시무어         | 애나벨 월리스        | 3      |
| 클레페의 앤         | 조스 스톤            | 3–4    |
| 캐서린 하워드       | 탬진 머챈트          | 3–4    |
| 캐서린 파           | 조엘리 리처드슨      | 4      |
| 왕의 자녀           |                      |        |
| 메리 튜더           |                      |        |
| 블라스네이드 맥케온 | 1                    |        |
| 세라 볼저           | 2–4                  |        |
| 엘리자베스 튜더     | 케이트 더간          | 2      |
| 엘리자베스 튜더     | 클레어 매콜리        | 3      |
| 엘리자베스 튜더     | 레이시 머레이        | 4      |
| 에드워드 튜더       | 제이크 해스웨이      | 4      |
| 성직자              |                      |        |
| 토머스 울지         | 샘 닐                | 1      |
| 로렌초 캄페지오     | 존 카바나흐          | 1-2    |
| 존 피셔             | 보스코 호건          | 1–2    |
| 토머스 크랜머       | 핸스 매시선          | 2      |
| 교황 바오로 3세     | 피터 오툴            | 2      |
| 오토 폰 발트부르크  | 막스 폰 쉬도브       | 3      |
| 레지널드 폴         | 마크 힐드레스        | 3      |
| 스티븐 가드너       | 시몬 워드            | 3–4    |
| 기타                |                      |        |
| 마거릿 튜더         | 가브리엘 앤워        | 1      |
| 프랑수아 1세        | 엠마누엘 르콩트      | 1–2    |

## 국내 방영 각 시즌 제목
- 시즌 1: 왕의 여자들
- 시즌 2: 천일의 연인
- 시즌 3: 광기의 카리스마
- 시즌 4